# Корсаково-1
Корса́ково-1 — село в Хабаровском районе Хабаровского края. Население по данным 2011 года — 877 человек.
До 1972 года село Корсаково-1 называлось Корсаково. Переименовано, так как соседний Корейский посёлок стал называться Корсаково-2.
Названо в честь Михаила Семёновича Корсакова, наказного атамана Забайкальского казачьего войска, участника Амурских экспедиций 1854—1855 гг.

## География
Село Корсаково-1 — пригород Хабаровска.
Корсаково-1 стоит на правом берегу Амурской протоки (правобережная протока Амура).
Через село проходит автодорога Красная Речка — Казакевичево.

## Улицы
- Зелёная
- Школьная
- Союзная
- Восточная
- Центральная
- Набережная
- Амурская

## Население
| 2002 | 2010 | 2011 | 2012 | 2021 |
| ---- | ---- | ---- | ---- | ---- |
| 980  | ↘874 | ↗877 | ↘876 | ↘868 |

## Инфраструктура
В селе Корсаково-1 расположены сельскохозяйственные предприятия Хабаровского района, в его окрестностях — детские летние оздоровительные лагеря и садоводческие общества хабаровчан.
В селе находится школа, построенная в 1967 году, четыре продуктовых магазина, частное крестьянское фермерское хозяйство, фельдшерско-акушерский пункт, заброшенный детский дом, грушевый сад и кладбище. Территория бывшего детского дома используется местными, как парк. Также на углу улиц Зелёная и Школьная раньше находился клуб с летним кинотеатром, снесенный в 2000-х годах.

## Транспортное сообщение с Хабаровском
Из села в Хабаровск можно доехать на автобусе № 177 (Бычиха — Корсаково-1 — Центральная улица (11 км) — Индустриальный посёлок).